# Chammak Challo
Chammak Challo è un brano musicale degli artisti Akon e Hamsika Iyer pubblicato il 12 settembre 2011 ed estratto dalla colonna sonora del film Ra.One. 
Il brano contiene musiche e testi di Vishal Dadlani e Shekhar Ravjiani

## Tracce
1. Chammak Challo – 3:46
2. Chammak Challo (Remix by Abhijit Vaghani) – 4:36
3. Chammak Challo (Remix by DJ Khushi) – 4:17
4. Chammak Challo (Akon solo version) – 3:47